# 582 Olympia
582 Olympia је астероид главног астероидног појаса. Приближан пречник астероида је 43,41 ,
а средња удаљеност астероида од Сунца износи 2,613 астрономских јединица (АЈ).
Инклинација (нагиб) орбите у односу на раван еклиптике је 30,039 степени, а орбитални период износи 1542,812 дана (4,223 године). Ексцентрицитет орбите астероида износи 0,222.
Апсолутна магнитуда астероида износи 9,11 а геометријски албедо 0,212.
Астероид је откривен 23. јануара 1906. године.